# دریاچه قیر بیناگادی

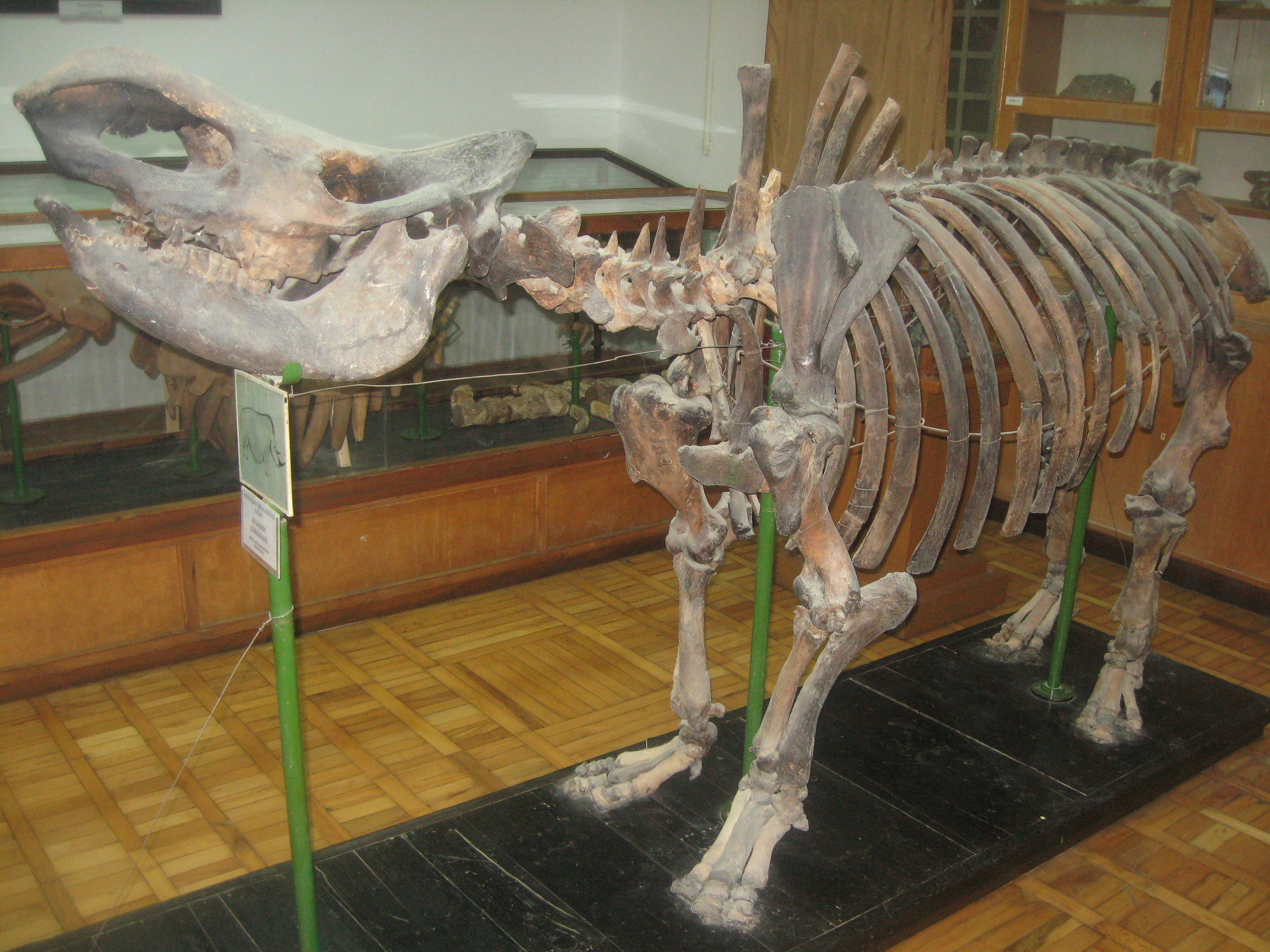
اسکلت کرگدن binagadiensis (پلیستوسن)، که در دریاچه قیر بیناگادی پیدا شد. موزه تاریخی - طبیعی پس از حسن بی زردابی. باکو

دریاچه آسفالت بیناگادی (یا چاله‌های تار بیناگادی) مجموعه ای از چاله‌های قیر در شهر باکو، آذربایجان است. ده‌ها هزار سال است که گیلسونایت یا قیر در این منطقه از سطح زمین تراوش می‌کند. قطران اغلب با گرد و غبار، برگها یا آب پوشانده می‌شود. طی قرن‌های متمادی، حیواناتی که در تار محبوس شده بودند به صورت استخوان حفظ می‌شدند.
این ذخایر باستانی گیاهان و جانوران توسط دولت به عنوان یک منطقه تاریخی دارای اهمیت ویژه تحت فرمان دولت جمهوری آذربایجان به شماره ۱۶۷ از ۱۶ مارس ۱۹۸۲ محافظت می‌شود.

## وضعیت میراث جهانی
این سایت در ۱۸ ژوئن ۲۰۰۱ به فهرست آزمایشی میراث جهانی یونسکو اضافه شد.